# 大隆善护国寺
大隆善护国寺，俗称护国寺，位于北京市西城区护国寺街，是一座藏传佛教寺院。

## 历史
护国寺的前身为北崇国寺。历史上，北京曾有南、北两座崇国寺。其中，南崇国寺始建年代不详，但至少在金朝初年便已存在，赵子砥《燕云录》称，北宋靖康二年，“奉使官中书侍郎陈过庭、门下侍郎耿南仲并文武官五十余员，本在真定，丁未八月遣诣燕山崇国寺安泊。”此崇国寺应为南崇国寺，这是南崇国寺留下的最早记录。金朝末年，蒙古军进攻金朝，南崇国寺被毁。元朝建立后，南崇国寺获修复，至元朝末年元顺帝时，依然有南、北两座崇国寺存在。元朝之后，南崇国寺再无记录。据说，明朝创建的隆福寺便是在南崇国寺基础上建立的。

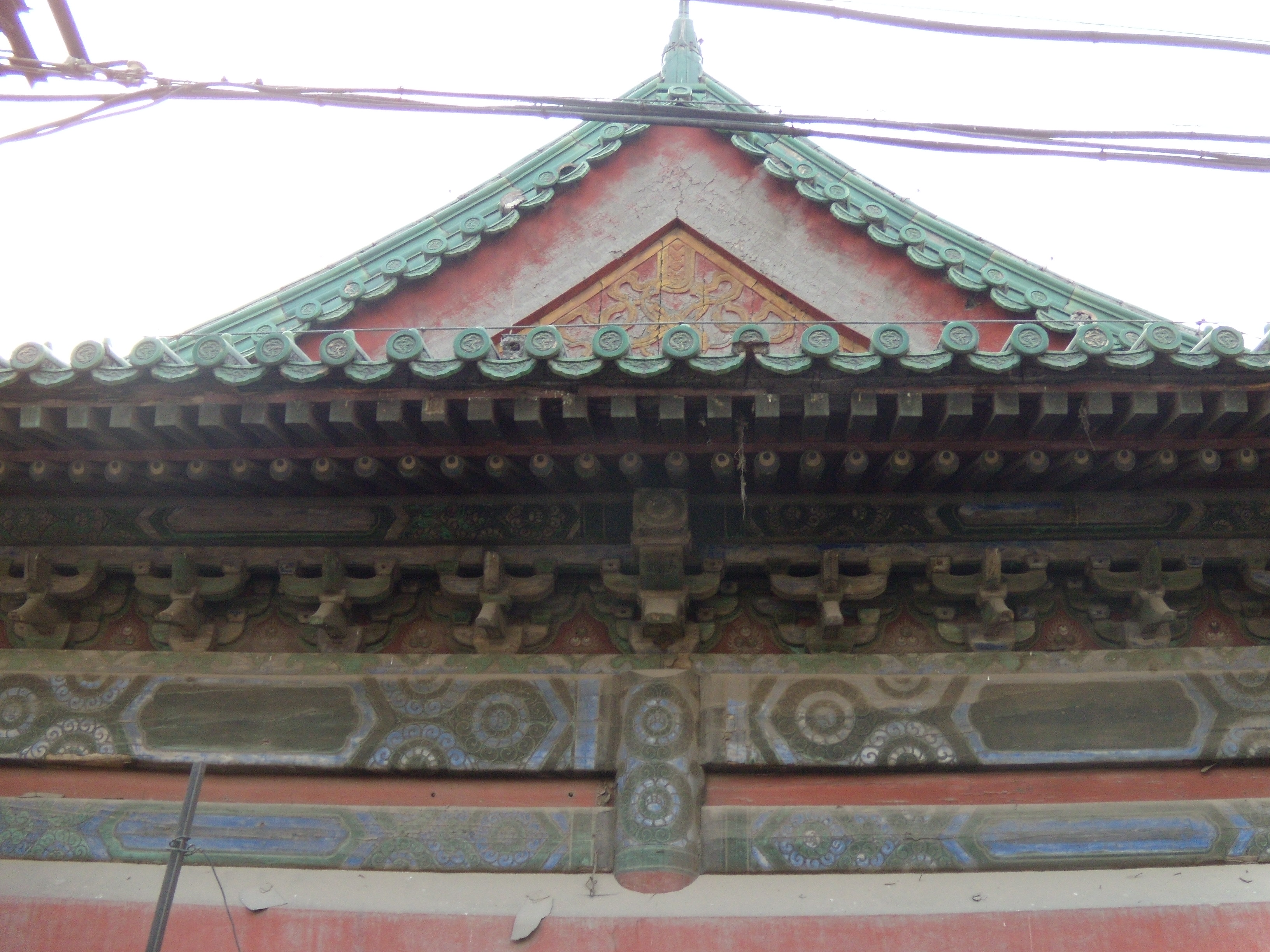
护国寺金刚殿东侧面局部

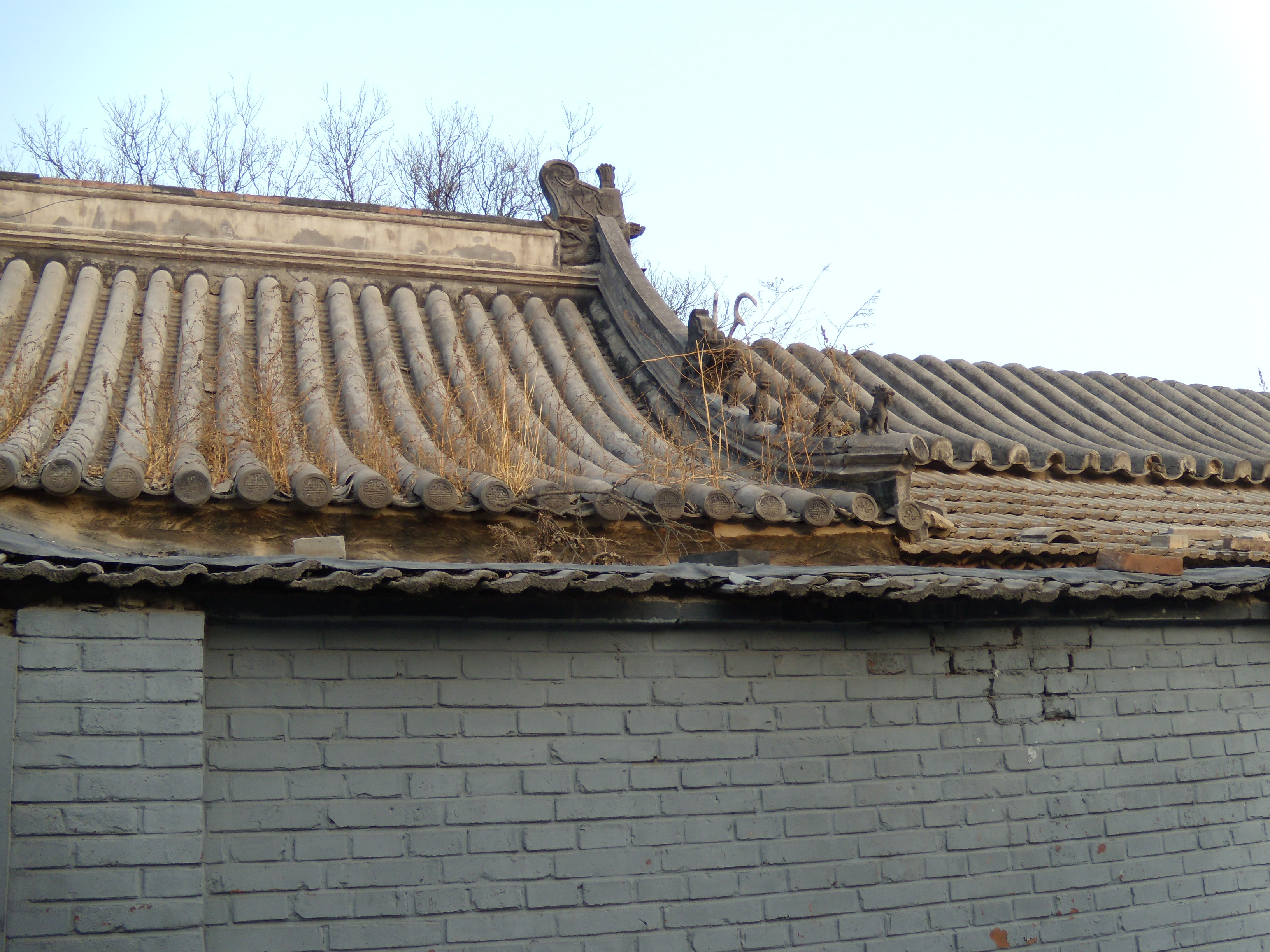
护国寺地藏殿西侧面。地藏殿位于护国寺西巷东侧，为2004年火灾后重修，形制已改变，原有的斗拱不复见。

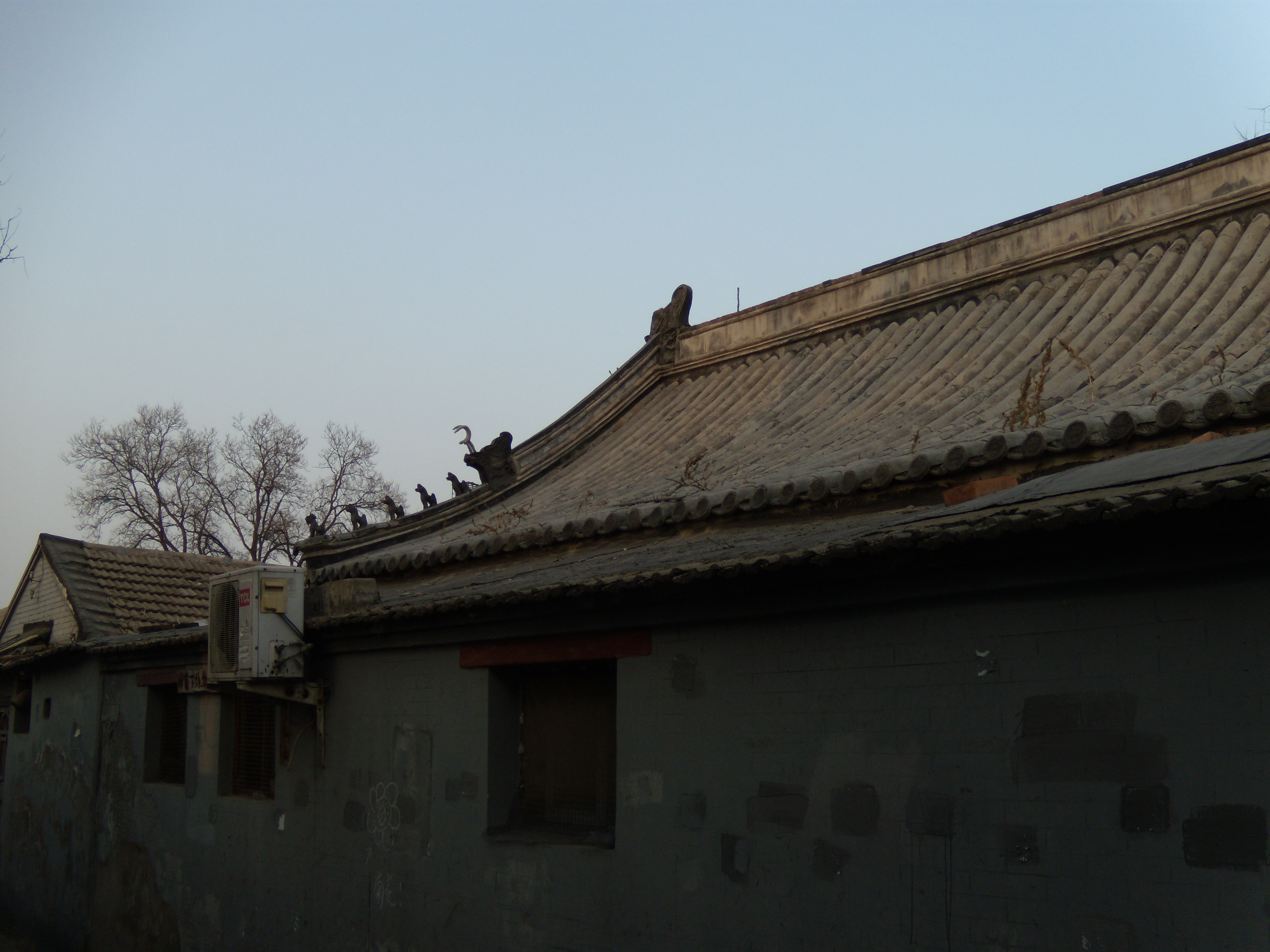
护国寺地藏殿西侧面

北崇国寺的创始人为南崇国寺住持释善选的弟子释定演，用地由元世祖所赐。该寺始建时间有争议，护国寺内的皇庆碑称元世祖赐地为至元二十四年，至正碑则称是至元二十二年，护国寺内千佛殿有至元二十一年（1284年）碑，碑文载“大都路僧录寺札复蓟州遵化县般若院庄田水碾归崇国北寺掌管。”这是“崇国北寺”首次出现在文献中。故该寺应建成于至元二十一年。
北崇国寺建成后，元朝朝廷频频颁赐，其辖下寺院也从般若院扩展到不少于20多所。元仁宗皇庆、延佑年间，先后赐钞3000多锭，并增建了山门。延佑二年（1315年），中书省参政速安及其子曲迷失不花在千佛殿后面施建舍利塔。元顺帝至正五年（1345年），僧人释智学等人重修法堂、云堂、祖师堂、伽蓝堂，以及厨库、僧房、使者僦屋50多间，并新建了钟楼、法堂东廊庑、南方丈等30多间，以上工程经6年方才完工。
寺内的千佛殿藏有两尊土像，据传为元朝丞相托克托夫妇，而北崇国寺据传就是托克托的故宅。《帝京景物略》载，“寺为元丞相托克托故宅，有托克托夫妇像，侍立殿中，在千佛殿，一幞头朱衣，一凤冠朱衣。”但是，《燕都丛考》则称，“北崇国寺建于元初世祖时，托克托系元末顺帝时人，彼时已有此寺，万无毁寺建宅之理。”元朝的惯例是大臣奉旨出、入大都均不回自己的住宅，而是先住在寺院内，待复命之后才回住宅。所以可能是托克托丞相当时常借住在北崇国寺，时间一长便被误认为此处是其住宅。

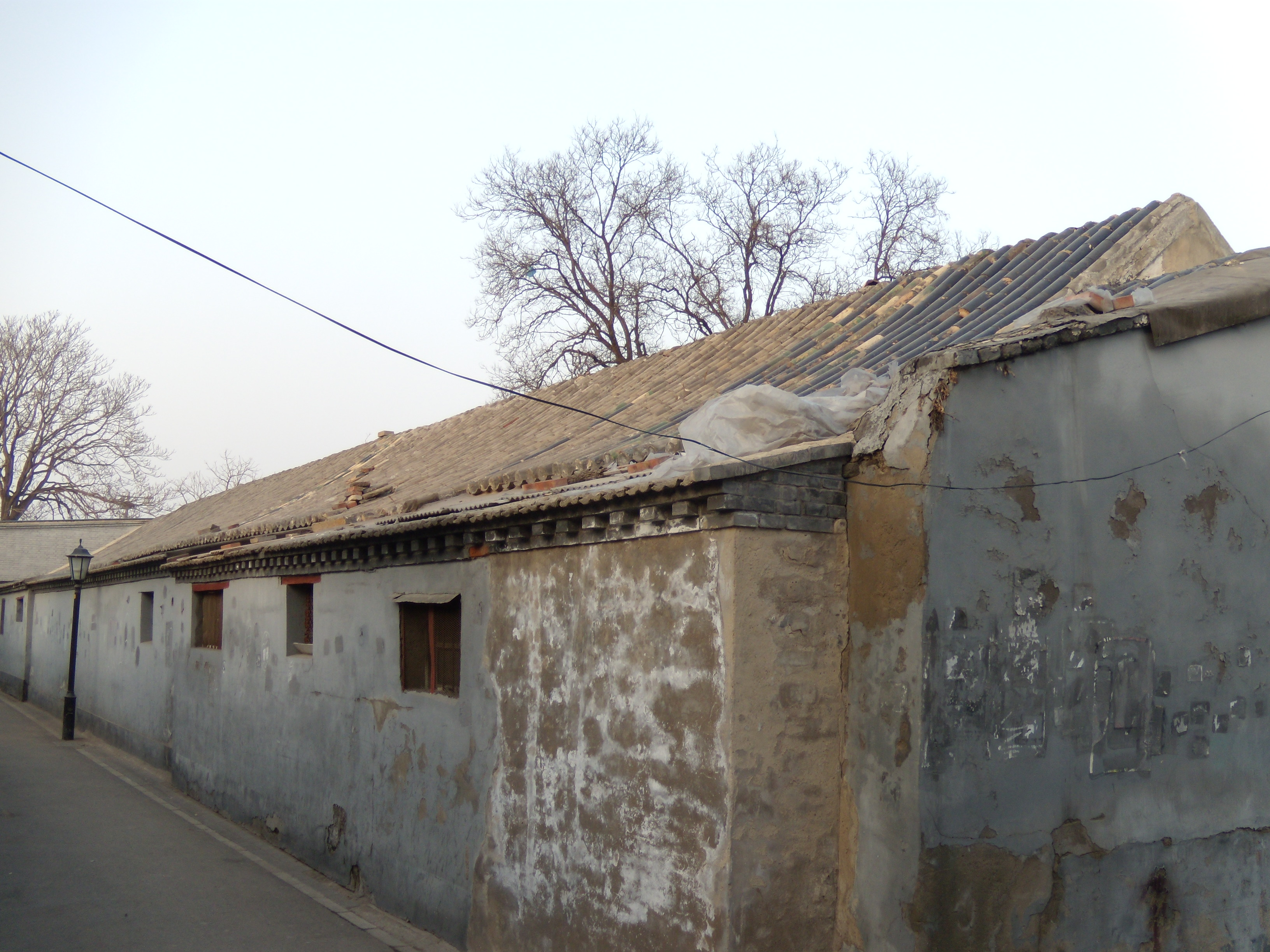
护国寺西廊房的西侧面。西廊房位于地藏殿以北，护国寺西巷东侧

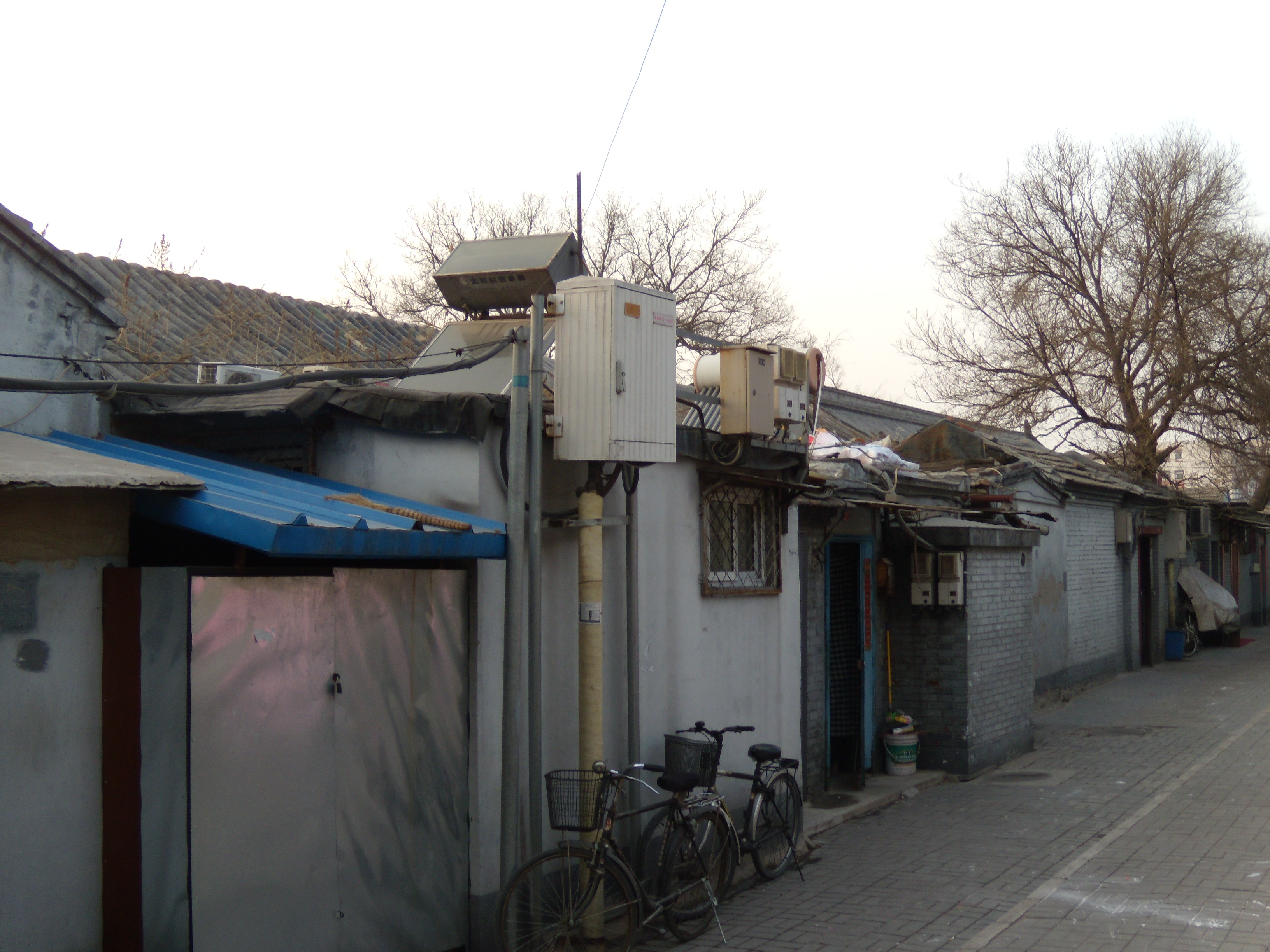
护国寺地藏殿东侧面

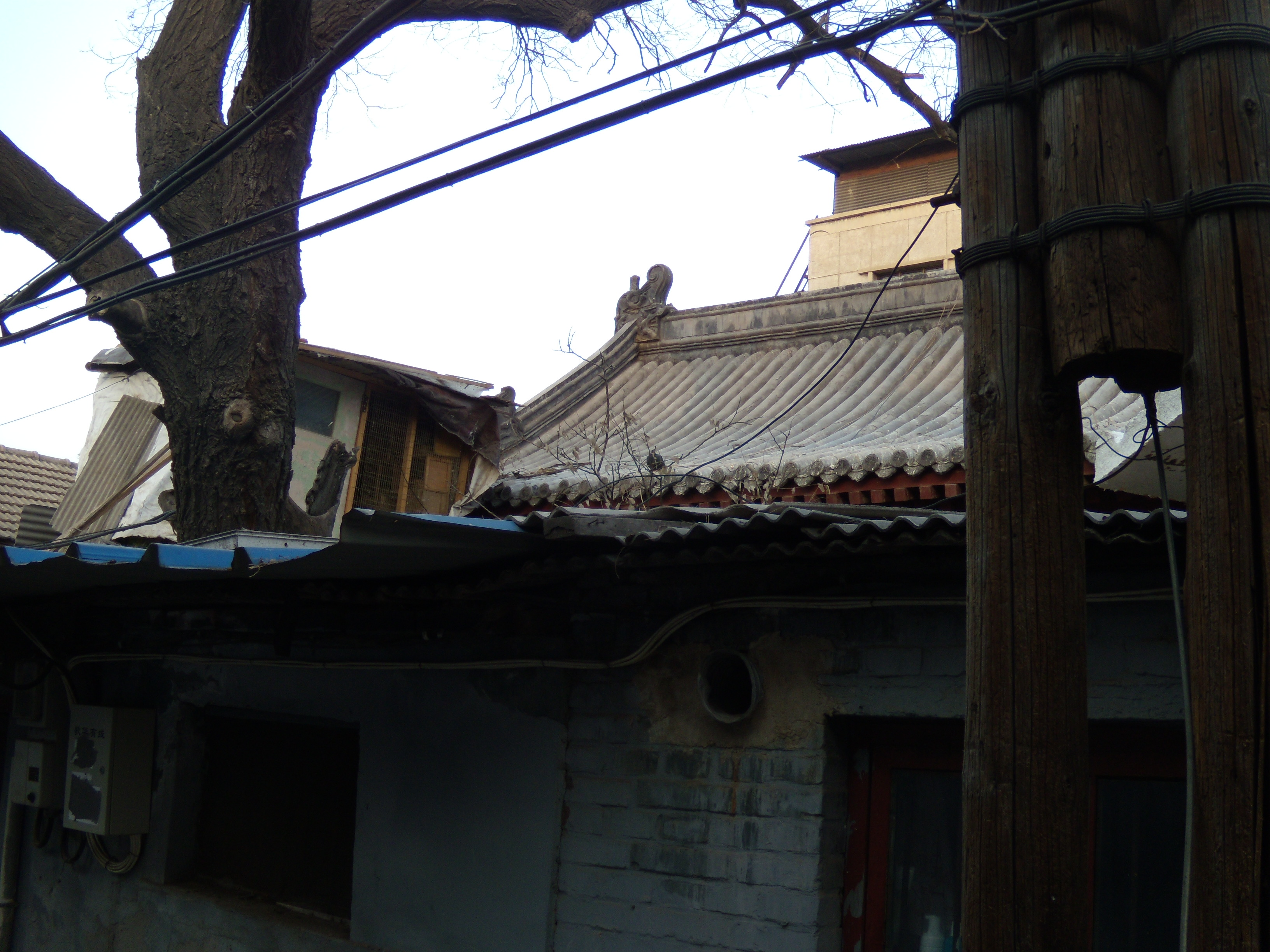
护国寺东廊房的东侧面。东廊房位于护国寺大院东侧，护国寺东巷西侧。

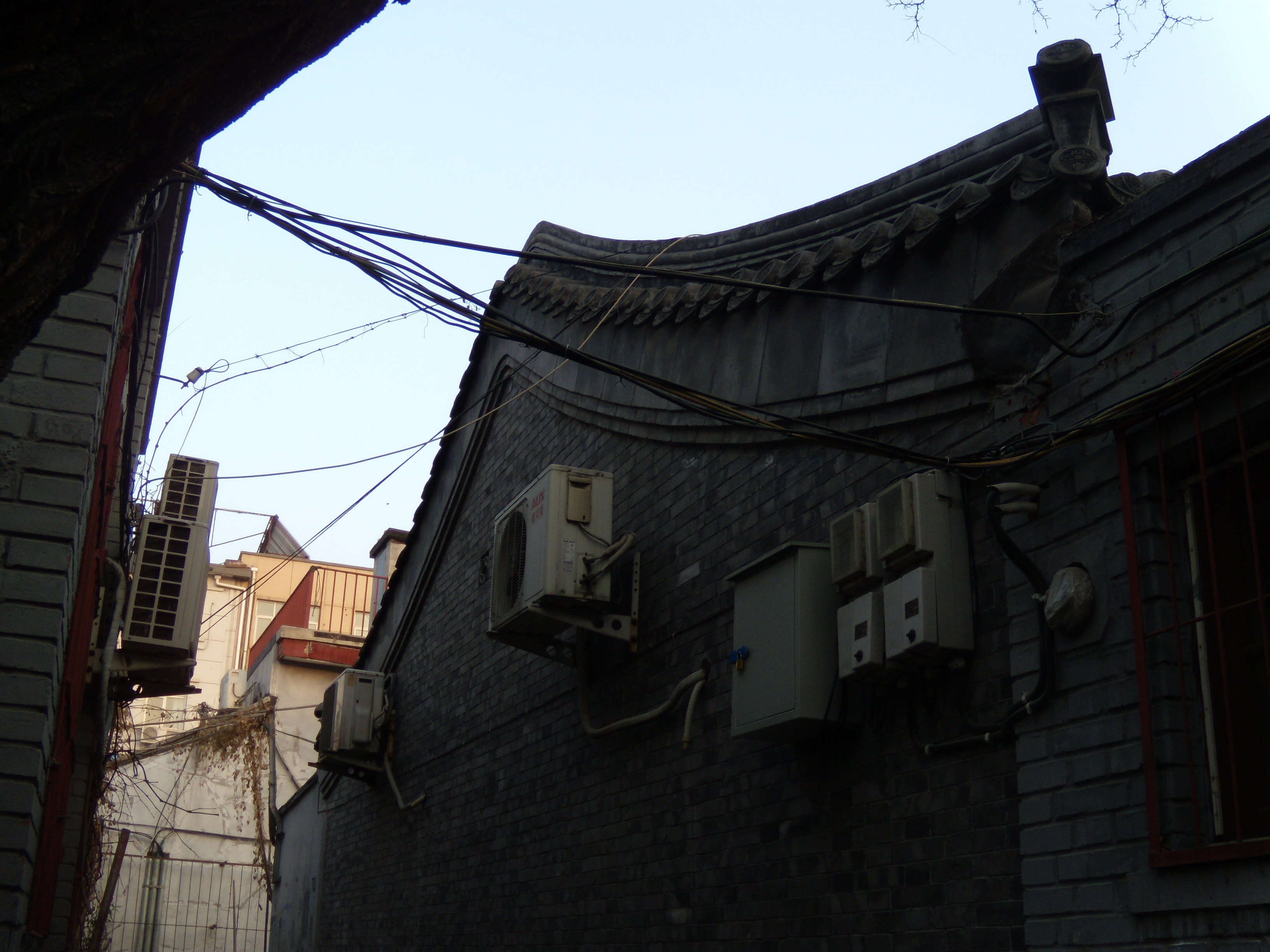
护国寺东廊房北端

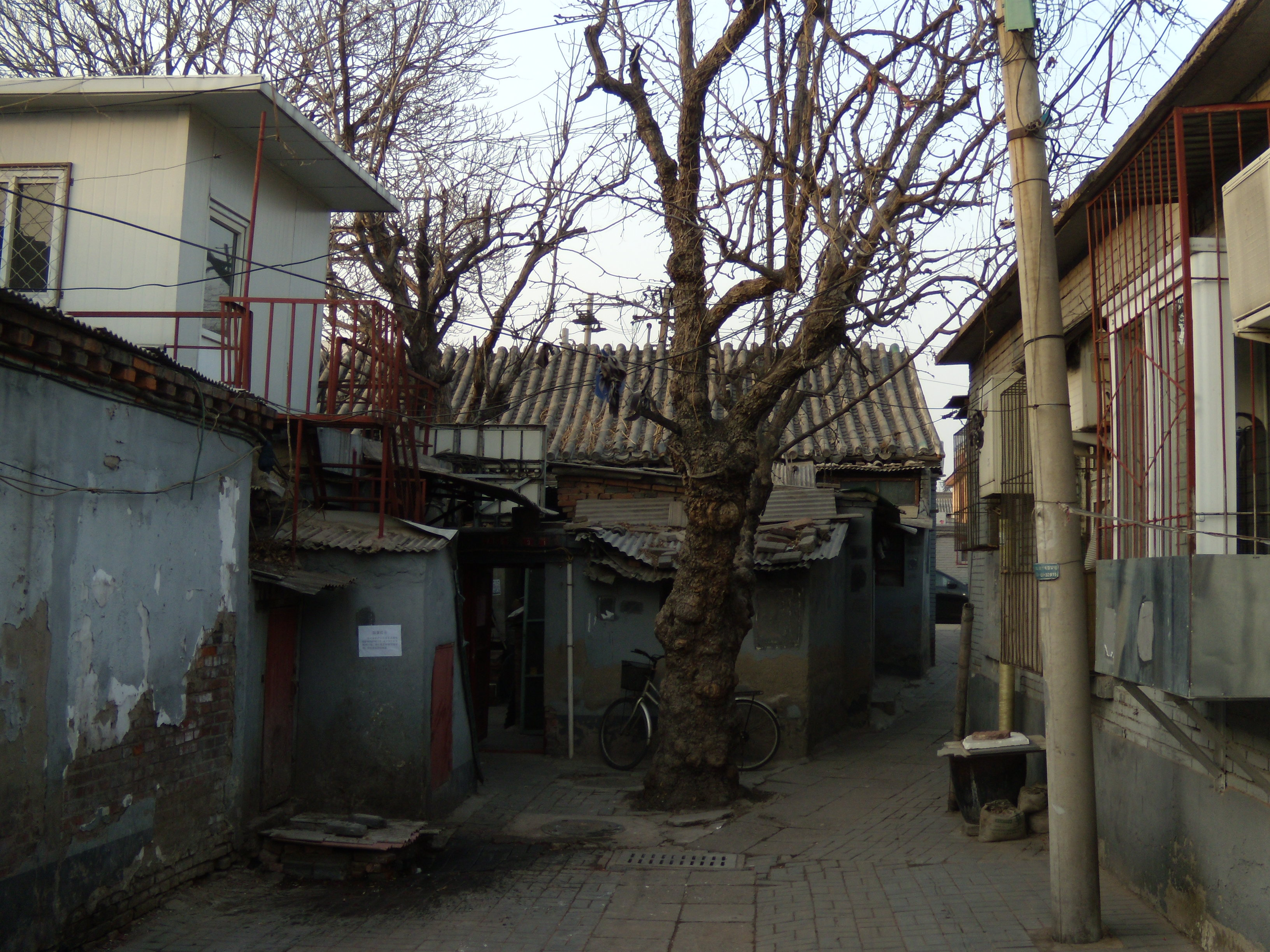
护国寺原址内靠北的建筑

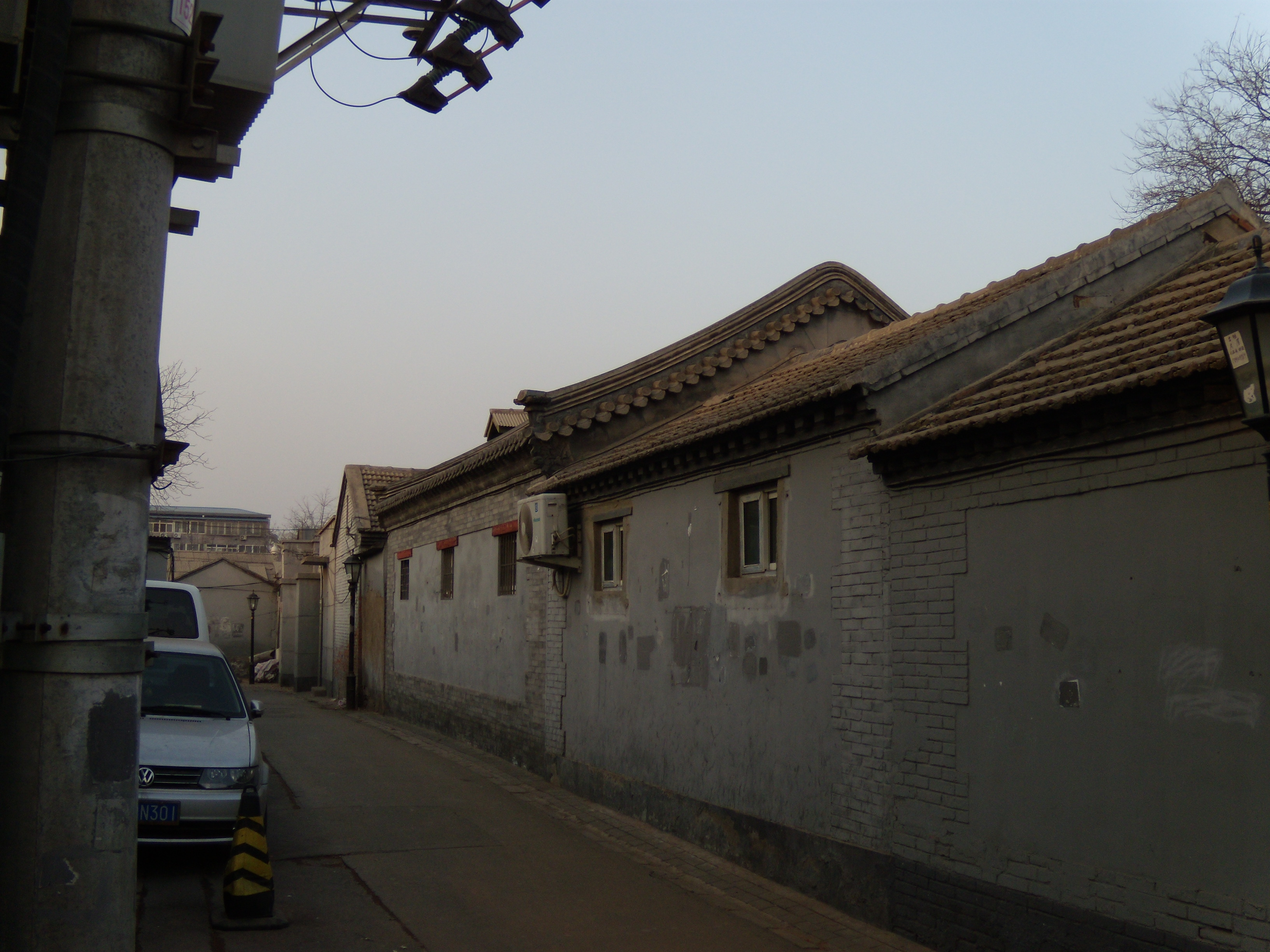
护国寺原址内靠北的建筑

明朝明成祖永乐三年，西域僧人桑渴巴辣（中天竺人）随贡使航行至南京，永乐十四年奉旨移驻北崇国寺，教内监学习番语。明宣宗宣德年间，北崇国寺对建筑进行了翻新，宣德四年（1429年）赐名大隆善寺。明英宗正统元年（1436年），太监阮文等人兴建了后殿山门、廊房、方丈。正统四年（1439年），改称崇恩寺。天顺年间，寺院建筑部分坍塌。明宪宗成化七年（1471年），明宪宗命太监黄顺、工部侍郎蒯祥等人大修该寺，于次年完工，明宪宗乃授工匠张定任等30人为文思院副使。当时，该寺改名为大隆善护国寺。据成化十七年碑记，“昔为招提煟烬”，故此次可能属于火灾后重建。

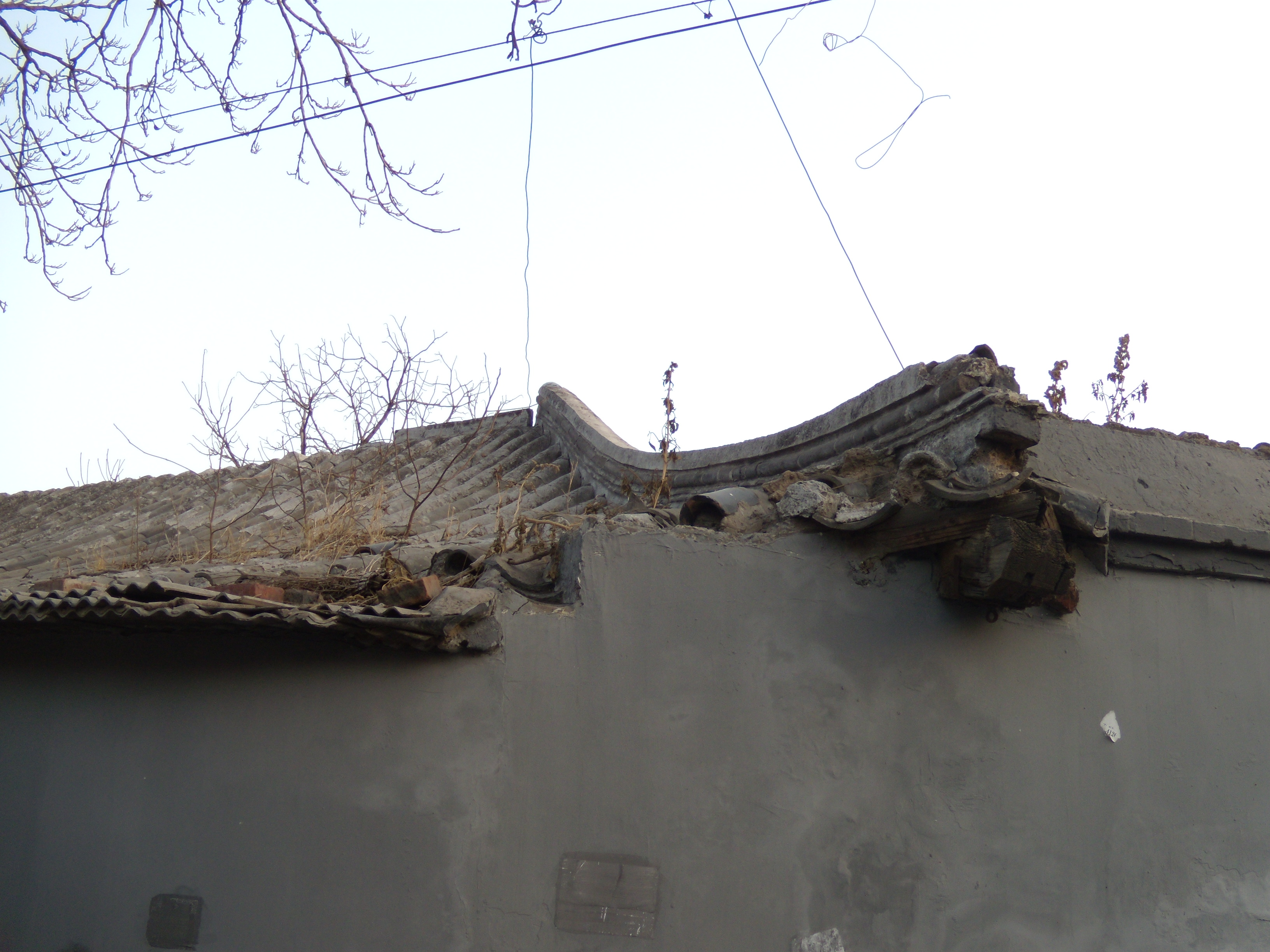
护国寺的西北角，位于护国寺西巷和百花深处的交汇处。

正德年间，明武宗以大庆法王领占班丹自居，支内帑银扩建护国寺，并列于该寺僧众职名碑第一。嘉靖九年，尚书李时等人先后请旨，将太庙享侑的少师姚广孝神主画像迁至大兴隆寺供奉；嘉靖十四年，大兴隆寺遇火灾后，又迁至大隆善护国寺供奉。结果后人因不了解实情，误称护国寺为“广孝影堂”，实际上这是错误的，护国寺并没有改寺为影堂，而是后来将姚广孝画像迁入护国寺。
清朝康熙六十一年（1721年），蒙古王公贝勒重修护国寺，为清圣祖祝禧。乾隆十二年，清高宗驾临护国寺，并且赋诗。据护国寺的炉罄云板题记，护国寺先后于康熙二十二年、道光二十七年、同治五年重修。
清朝末年，护国寺屡遭火灾。比如光绪三十三年五月初三日（1907年6月13日），因喇嘛烧香而造成护国寺火灾，北京内城预审厅向民政部呈交报告，民政部禀奏清廷，随后将烧香失火的喇嘛问罪。经过多次火灾，护国寺的主要建筑受到极大破坏，至1935年刘敦桢写《北平护国寺残迹》时，该寺大部分殿堂均已成为残垣断壁。
如今，护国寺仅存金刚殿，西北角的廊房，以及垂花门之后的一层殿。1984年，护国寺金刚殿被列为北京市文物保护单位。另外，位于护国寺大院、新太平胡同3号的“护国寺建筑遗存”被列为西城区普查登记文物。
2004年6月20日凌晨2点，护国寺的遗存建筑地藏殿因电线短路而被焚毁，火灾未造成人员伤亡。
现在，许多护国寺的遗存文物仍在北京各寺庙及博物馆内。比如北京妙应寺内的七佛宝殿的七尊佛像在文化大革命中被毁，现供奉原护国寺的整堂大型楠木三世佛像。又如护国寺护法殿内的班丹扎释木雕坐像于文化大革命初期迁至故宫博物院保存，后迁至北京法源寺毗卢殿后的西配殿，像共三尊，中间者为班丹扎释。班丹扎释（又译“巴勒丹札什”）是明朝宣德年间驻护国寺的西藏高僧。过去传说此像就是姚广孝像，实属误传。

## 建筑

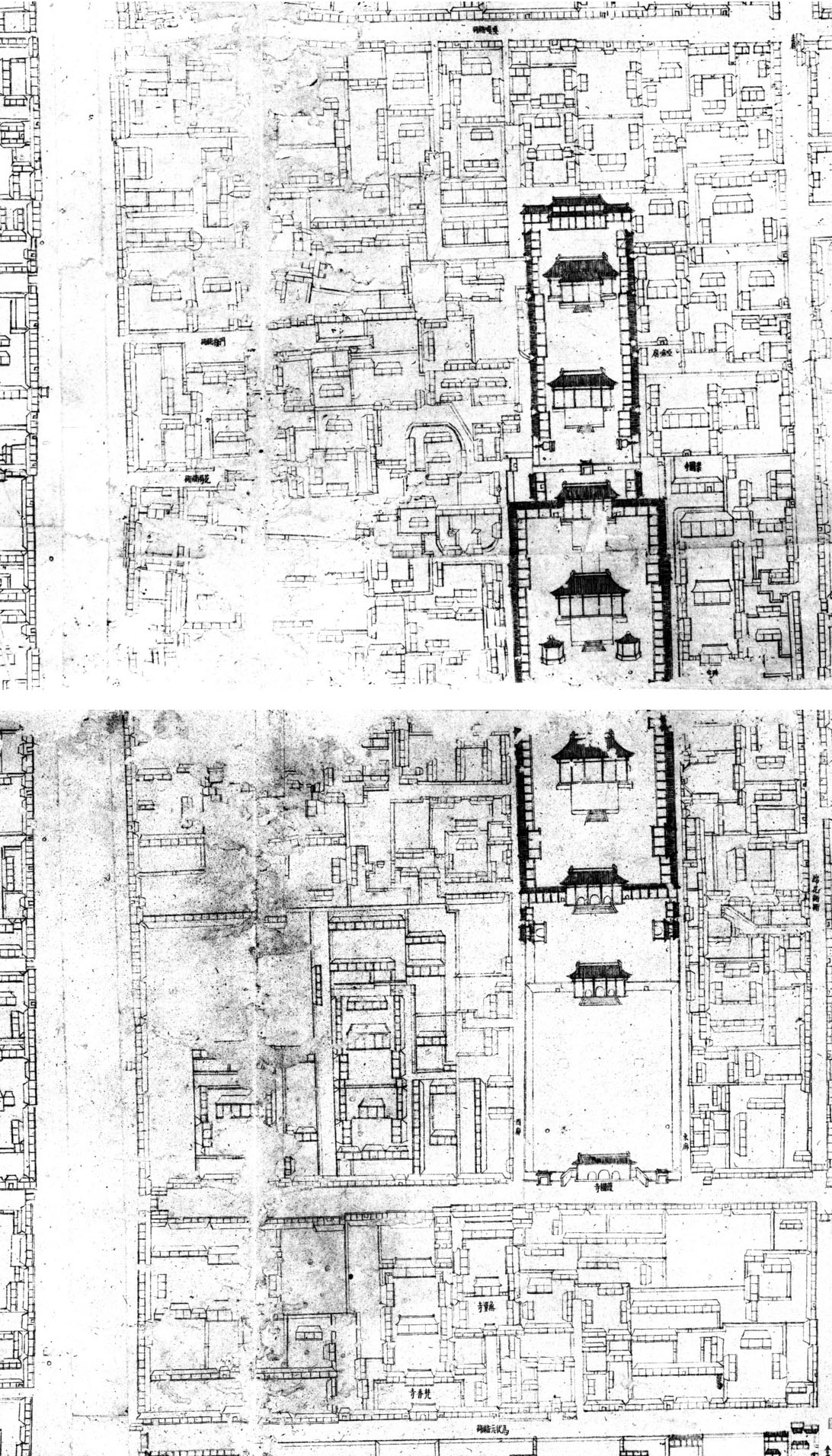
《乾隆京城全图》中的护国寺。护国寺西南方向可见梵香寺，护国寺东侧为五门庙，均为藏传佛教寺院

护国寺建筑坐北朝南，规模很大，殿堂甚多。主要建筑除千佛殿、舍利塔为元朝建筑外，其余大多为明朝宣德、成化年间所建。但如今除了金刚殿等少数殿堂外，其余殿堂均已无存。护国寺自南至北依次分布有：
- 山门：三间，单檐歇山。门上石匾内刻“大隆善护国寺”。山门左右墙各开一扇旁门。山门内为广场，广场上有康熙末年铁制香炉一座，两侧各有一座幡杆。
- 金刚殿：五间，分为前后两层。前层中祀弥勒佛，两旁为金刚像，像前均分别有小香炉。后层两旁各有一座空屋，据说是守殿人的居所。殿左右短墙上各开一旁门，通往天王殿院落。
- 天王殿：内祀四大天王塑像
  - 钟楼：天王殿前东侧
  - 鼓楼：天王殿前西侧
- 延寿殿：面阔五间，进深四间，后有抱厦一间。殿内祀三世佛，佛前有观世音菩萨、大势至菩萨侍立，殿内两侧为二十四诸天像，像均立在雕刻精美的石台上，像后有佛像壁画。殿前石阶下立有两通石碑，东为明朝正德七年碑，西为藏文碑。
  - 文殊殿：延寿殿前东侧
  - 秘密殿：延寿殿前西侧
  - 廊房：延寿殿东西两侧各有11间，前接文殊殿、秘密殿，后接伽蓝殿、无量殿，随后接大悲殿、地藏殿，最终折至千佛殿。
- 崇寿殿：殿内祀三世佛，两侧祀十八罗汉。殿后有抱厦，内供倒座观音。殿前石阶下有明朝成化八年的两通石碑，碑座均为长方形石台，台下刻有圭角，台面刻有下垂的球形花纹。台上两侧各有一伏形小狮子，中为须弥座，座上又有两只用肩托碑的小狮子。
  - 伽蓝殿：崇寿殿前东侧。殿前有长方形铁香炉，四足，有耳，炉身有花纹。
  - 无量殿：崇寿殿前西侧
  - 日月井：在崇寿殿院落中，东井中有一石，上刻“日”字，西井中有一月牙形石，上刻“月”字，两井合称“日月井”。
  - 碑亭：六角碑亭，两座，分别在日井、月井北侧。东碑亭内有明朝成化八年《御制大隆善护国寺碑记》。西碑亭内有清朝康熙六十一年《御制崇国寺碑文》，为满文、汉文、蒙古文、藏文四体碑。
- 三仙千佛之殿：简称“千佛殿”，俗称“土坯殿”。建于元朝。面阔五间，进深三间。内祀三世佛，殿内三面墙上设有许多小佛龛，内供小佛。殿内西次间有一座元世祖至元二十一年碑，刻有僧录司札付般若院地产执照，碑背面刻有地产四至。殿前中央依次有月台、甬道，甬道连接崇寿殿的抱厦。殿前月台上有一铁香炉，月台东南角、西南角各有一个角石，东南角石上刻有三狮一球，西南角石上刻有二狮。月台东侧有三通石碑：前碑为无字碑，后面东侧碑为元朝皇庆元年赵孟頫所写《演公碑》，后面西侧碑为元朝至元二十四年危素所写《选公碑》；月台西侧有四通石碑：前碑为无字碑，后面东侧碑为元朝至正十一年《大都崇国寺重新修建碑》，后面中间碑为至元十四年夹有蒙古语的圣旨碑，其背面刻有南北二崇国寺的庄田地产，后面西侧碑为明英宗天顺二年《敕赐崇恩寺西天大辣麻桑渴巴辣实行碑》。
  - 大悲殿：千佛殿前东侧
  - 地藏殿：千佛殿前西侧
  - 廊房：千佛殿东西两侧有廊房通至殿后

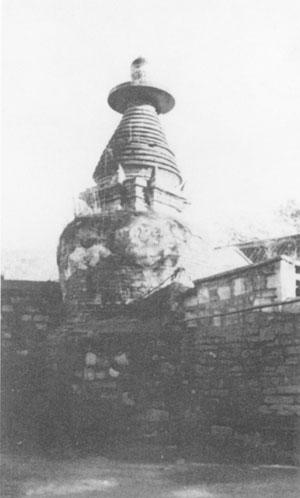
护国寺东舍利塔

- 垂花门：门前两侧各有一座石雕狻猊。该门是护国寺前后两部的分界线，入门即进入寺院的后部。垂花门后又东西横道，两端各开一门通向寺外。道中央向南开三门，其中两旁为角门，中间为垂花门。
- 塔院：垂花门内东西各有一座塔院，内各有一座砖砌覆钵式舍利塔。西塔较为高瘦，其十三天下方嵌有一块石匾，上书“舍利塔”。东塔较为矮胖。民国二十年（1931年），北平研究院史学研究会发现东塔北墙下有元朝延祐二年（1315年）石碑，为《通奉大夫湖广等处行中书省参政速安男中奉大夫曲迷失不花建塔记》，内称“愿以一塔入八万四千塔，一切塔入此一塔”。民国二十一年（1932年）春夏之交，东塔下方坍塌，人们发现塔内藏有许多高5厘米、直径约4厘米的深褐色小塔，每个小塔内部藏有一条桑皮纸书写的佛经经文。可见东塔为元朝速安及其子曲迷失不花所建。
- 护法殿：五间，中祀三世佛，两旁有小佛龛，东西两壁有佛像壁画。庚子年（1900年）之前，殿内还有许多五尺高的铜佛。殿东头的一间屋子里供奉有姚广孝的木雕像。殿前石阶下有一通明朝嘉靖二十二年石碑。
- 功课殿：正殿五间，祀无量寿佛。殿内有康熙帝御笔“宝莲法地”匾额。
- 后楼：三间。下层明间有喇嘛塔一座，西次间有铜制观音像一尊。

## 庙会
至少清朝乾隆时期，护国寺已有庙会。清末民初，护国寺农历每月逢七、八是护国寺庙会。民国十一年（1922年）改为阳历每月逢七、八开放。庙会规模不如隆福寺庙会大，庙会以出售玉器而著称，饽饽铺和扇子铺也很知名。

## 延伸阅读
- 刘敦桢．北平护国寺残迹．北平：中国营造学社汇刊，1935，6（2）．